# Opoku Fofie
Opoku Fofie war wahrscheinlich nur für wenige Wochen über den Jahreswechsel 1803/1804 der 6. Asantehene (Herrscher) des Königreichs der Aschanti im heutigen Ghana.
Seine Amtszeit endete mit seinem unerwarteten Tod. Andere Quellen nennen das Jahr 1799 als sein Todesdatum.